# Pamplemousse Shatian
Espèce
Shatian est un cultivar de pamplemoussier à pulpe blanche (Citrus maxima), en chinois 沙田 柚 (Shātián yòu) pamplemousse 'Shatian'. Il serait originaire du village de Shatian, ville de Songshan, région autonome du Guangxi en Chine. C'est avec les pamplemousses 'Madou' de Taïwan et le 长寿沙田柚 (Chángshòu shātián yòu) pamplemousse de longue vie de Changshou, le plus renommé de Chine.

## Dénomination
Il est également connu sous les noms de pamplemousse de Shatian, 金柚 (Jīn yòu) pamplemousse doré, 梅州沙田柚 (Méizhōu shātián yòu) pamplemousse Shatian de Meizhou du nom de la ville de Meizhou. Pamplemousse Shatian de Rongxian 容县沙田柚 (Róng xiàn shātián yòu) est une IGP depuis 1995 et une marque publique régionale.

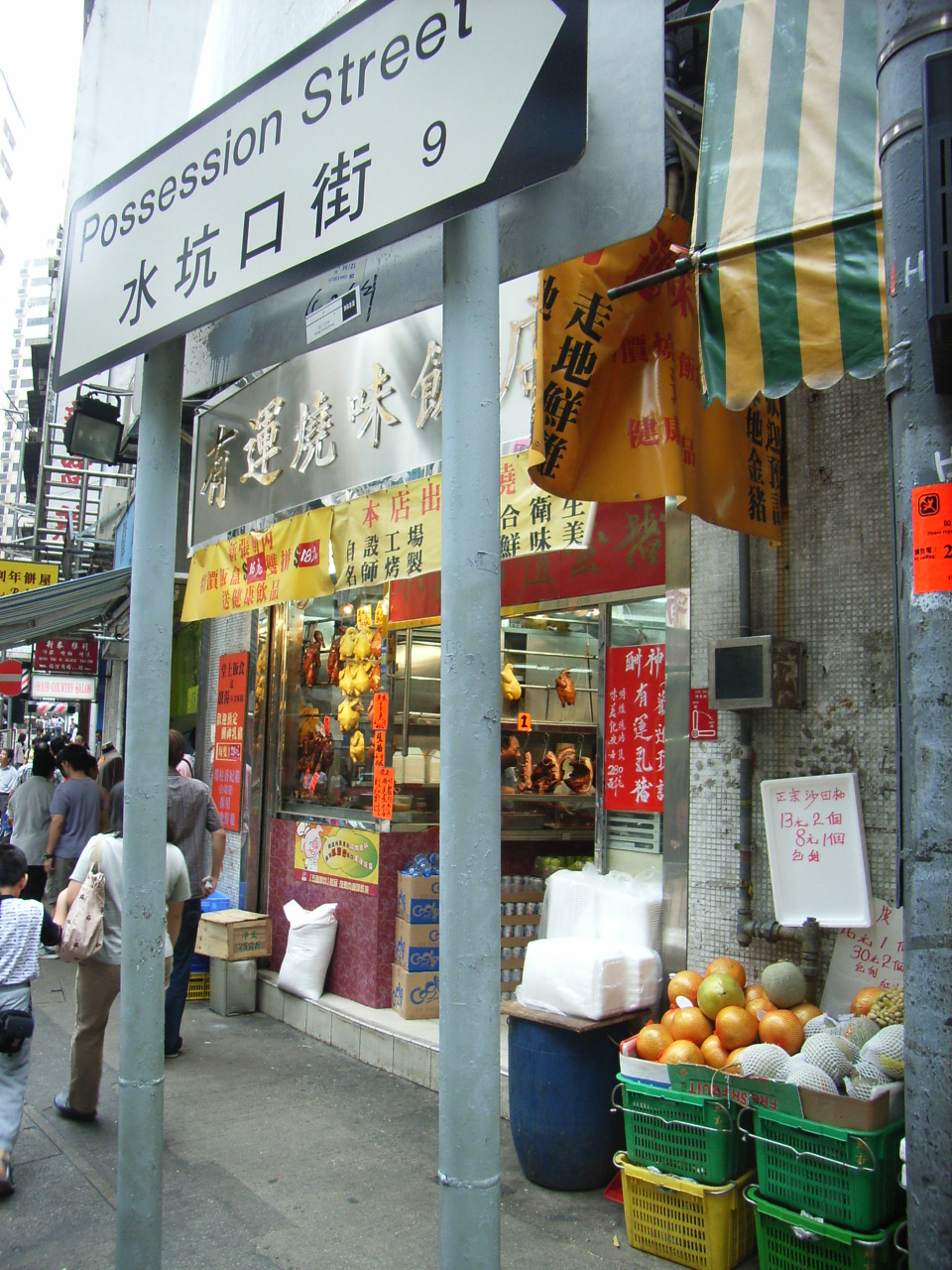
vente de pamplemousses Shatian à Hong kong

## Histoire
A l'origine ce fruit était nommé 羊额籽 (Yáng é zǐ) Mouton-oeil-graine. L'empereur Qianlong (dynastie Qing) aurait aimé ce pamplemousse blanc que lui avait offert un homme du village de Shatian, comté de Rong et il l'aurait nommé pamplemousse 'Shatian'. Le pamplemousse 'Shatian' est connu comme le «fruit rare de Chine», il a remporté de nombreuses médailles d'or dans les concours nationaux, a obtenu la labélisation d'indication géographique nationale. La zone de production est classée zone nationale de démonstration de la qualité et de la sécurité des produits alimentaires et agricoles d'exportation.
En 2024, la superficie de pamplemousses du comté de Rong était de 16 000 ha, avec une production annuelle de 380 000 t et une valeur de 4,2 milliards de yuans. La même année le festival des fleurs de pamplemousse du comté de Rong et le festival des pamplemousses attirent de 450 000 touristes.

## Description

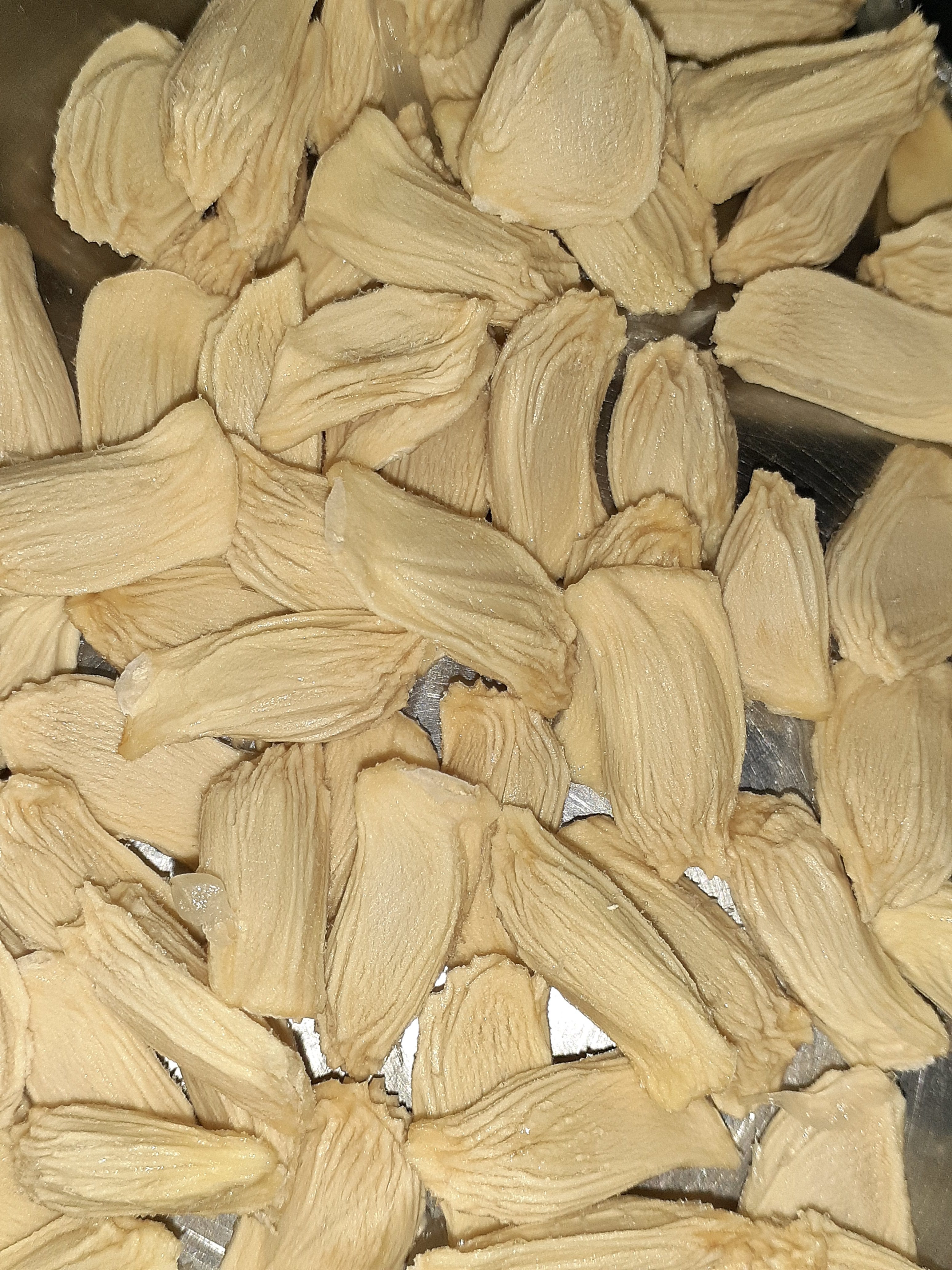
Graine de Shatian

Le fruit piriforme est jaune vif à maturité fin octobre - début novembre d'un poids de 500 à 1 500 g. La chair blanche (légèrement jaune-vert) est croquante, tendre, sucrée avec une pointe d'acidité. On le consomme en fruit de table ou bien on en extrait le jus. Il a des graines. 

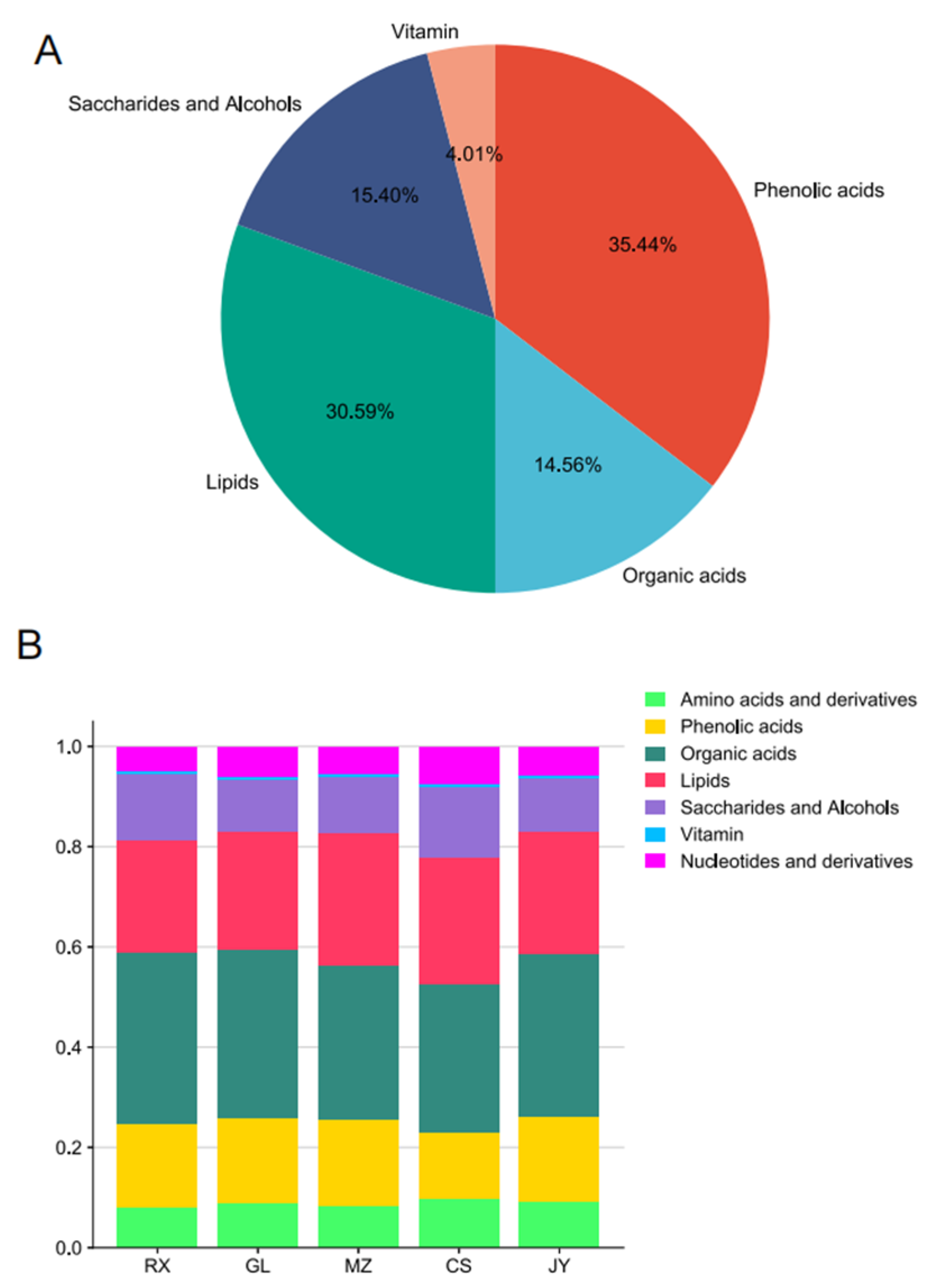
Métabolites du Shatian Yu provenant de différentes zones de production

Des différences de composition en acides aminés et d'acides phénoliques sont notées selon les zones de production. 1722 métabolites ont été identifiés (2024) dans les 5 tissus du pomelo 'Shatian', dont 413 flavonoïdes (surtout dans l'exocarpe et les graines) et 277 acides aminés et dérivés.
La pulpe est spécialement riche en vitamine C (3 fois plus que le citron).En ethnomédecine chinoise il aide la digestion, soulage l'irritabilité, les effets de l'alcool et la colère. La pulpe élimine la mauvaise haleine, soulage la constipation, donne de l'appétit et réduit les nausées chez les femmes enceintes. 
L'écorce de pomelo 'Shatian' contient des polysaccharides (antioxydantes), des fibres alimentaires, de la pectine, des flavonoïdes et des huiles essentielles. 

### Huile essentielle
Les principaux composés sont des monoterpènes et les hydrocarbures sesquiterpéniques pour 96,64 % de l'huile totale. Par ordre d'importance le D- limonène domine (90 %), suivi du β-myrcène (4,5 %), de l'α-pinène (0,63 %), du 3-carène (0,48 %, du caryophyllène (0,47 %). Les esters, alcools, cétones, aldéhydes et éthers représentaient 3,15 % de l'huile totale. Le rendement est faible 0,31 %. L'extraction vapeur assistée par micro-ondes donne des résultats légèrement différents : rendement en poids sec (PS) de  14,63 ml/kg avec 80 % de limonène, 4,72 % d'α-phrenbutène et le 3,46 % de laurène, et de bonne propriétés anti-fongiques.